# Camille Claudel 1915
Camille Claudel 1915 é um filme biográfico francês realizado por Bruno Dumont, com Juliette Binoche no papel da escultora Camille Claudel. O filme entrou em competição na 63ª edição do Festival de Berlim.

## Sinopse
A jovem escultora Camille Claudel (Juliette Binoche) entra em conflito com a família burguesa ao tornar-se assistente e amante do já célebre Auguste Rodin. Depois de vários anos de um relacionamento tortuoso, Camille rompe a ligação, mergulhando cada vez mais na solidão e na loucura. Em 1913, por decisão do seu irmão, o famoso escritor Paul Claudel, é internada num manicómio. Camille passa os dias cercada por internos com deficiências mentais e surtos psicóticos graves, não tendo ninguém com quem conversar. Porém, por mais que Camille tente convencer todos à sua volta que aquele lugar apenas piora o seu estado e que, ao afastar-se da arte, se aproxima cada vez mais da loucura, nada os parece demover. Ali, isolada do mundo e impedida de se expressar através da escultura, viverá três décadas, até falecer, em 1943, antes de completar 79 anos.

## Elenco
- Juliette Binoche - Camille Claudel
- Jean-Luc Vincent - Paul Claudel
- Robert Leroy - médico
- Emmanuel Kauffman - padre
- Marion Keller - senhorita Blanc
- Armelle Leroy-Rolland